# Entelegynae
Clade
Les Entelegynae sont un clade d'araignées aranéomorphes.
C'est le groupe frère des Haplogynae dans les Araneoclada.

## Phylogénie
Dans les schémas plus anciens, les Araneomorphae étaient divisés en deux lignées, les Hypochilae (contenant uniquement la famille des Hypochilidae) et les Neocribellatae. Les Neocribellatae étaient à leur tour divisés en Austrochiloidea et en deux séries Haplogynae et Entelogynae, chacune contenant plusieurs super-familles. Des études de phylogénétique moléculaire ont montré que les Haplogyne en particulier ne sont pas un groupe monophylétique. Une étude de 2020 a suggéré que les relations entre les principaux groupes étaient comme indiqué dans le cladogramme suivant.
|  | \| \| Hypochilidae \| \| \| \| \| \| Filistatidae \| \| \| \| |
|  |                                                               |
|  | Synspermiata                                                  |
|  |                                                               |
|  | Hypochilidae                                                  |
|  |                                                               |
|  | Filistatidae                                                  |
|  |                                                               |

|  | Hypochilidae |
|  |              |
|  | Filistatidae |
|  |              |

|  | Leptonetidae    |
|  |                 |
|  | Austrochiloidea |
|  |                 |

|  | Palpimanoidea |
|  |               |
|  | Entelegynae   |
|  |               |

|  | Leptonetidae    |
|  |                 |
|  | Austrochiloidea |
|  |                 |

|  | Palpimanoidea |
|  |               |
|  | Entelegynae   |
|  |               |

|  | \| \| Hypochilidae \| \| \| \| \| \| Filistatidae \| \| \| \| |
|  |                                                               |
|  | Synspermiata                                                  |
|  |                                                               |
|  | Hypochilidae                                                  |
|  |                                                               |
|  | Filistatidae                                                  |
|  |                                                               |

|  | Hypochilidae |
|  |              |
|  | Filistatidae |
|  |              |

|  | Leptonetidae    |
|  |                 |
|  | Austrochiloidea |
|  |                 |

|  | Palpimanoidea |
|  |               |
|  | Entelegynae   |
|  |               |

|  | Leptonetidae    |
|  |                 |
|  | Austrochiloidea |
|  |                 |

|  | Palpimanoidea |
|  |               |
|  | Entelegynae   |
|  |               |

## Liste des familles
Selon The World Spider Catalog 17.5 :
- Palpimanoidea Thorell, 1870
  -     - †Seppo Selden & Dunlop, 2014
    - †Sinaranea Selden, Huang & Ren, 2008

  - Archaeidae C. L. Koch & Berendt, 1854
  - Mecysmaucheniidae Simon, 1895
  - Pararchaeidae Forster & Platnick, 1984
  - Holarchaeidae Forster & Platnick, 1984
  - Micropholcommatidae Hickman, 1944
  - Huttoniidae Simon, 1893
  - Stenochilidae Thorell, 1873
  - †Micropalpimanidae Wunderlich, 2008
  - Palpimanidae Thorell, 1870
  - †Lagonomegopidae Eskov & Wunderlich, 1995
  - †Grandoculidae Penney, 2011
  - †Spatiatoridae Petrunkevitch, 1942
  - Malkaridae Davies, 1980
  - Mimetidae Simon, 1881
- Eresoidea C. L. Koch, 1851
  - Eresidae C. L. Koch, 1851
- Oecobioidaea Blackwall, 1862
  - Oecobiidae Blackwall, 1862
  - Hersiliidae Thorell, 1870
- ?
  - †Burmascutidae Wunderlich, 2008
- Deinopoidea C. L. Koch, 1851
  -     - †Zhizhu Selden, Ren & Shih, 2016

  - †Salticoididae Wunderlich, 2008
  - Deinopidae C. L. Koch, 1851
  - Uloboridae Thorell, 1869
  - †Mongolarachnidae Selden, Shi & Ren, 2013
- Araneoidea Latreille, 1806
  -     - †Mesarania Hong, 1984

  - Cyatholipidae Simon, 1894
  - Synotaxidae Simon, 1894
  - Nesticidae Simon, 1894
  - Theridiidae Sundevall, 1833
  - Theridiosomatidae Simon, 1881
  - Symphytognathidae Hickman, 1931
  - Anapidae Simon, 1895
  - Mysmenidae Petrunkevitch, 1928
  - †Baltsuccinidae Wunderlich, 2004
  - †Protheridiidae Wunderlich, 2004
  - †Praetheridiidae Wunderlich, 2004
  - Synaphridae Wunderlich, 1986
  - Pimoidae Wunderlich, 1986
  - †Pumiliopimoidae Wunderlich, 2008
  - Sinopimoidae Li & Wunderlich, 2008
  - Linyphiidae Blackwall, 1859
  - Tetragnathidae Menge, 1866
  - Nephilidae Simon, 1894
  - †Juraraneidae Eskov, 1984
  - Araneidae Simon, 1895
- Lycosoidea Sundevall, 1833
  -     - †Korearachne Selden, Nam, Kim & Kim, 2012

  - Lycosidae Sundevall, 1833
  - †Parattidae Petrunkevitch, 1922
  - Trechaleidae Simon, 1890
  - Pisauridae Simon, 1890
  - Oxyopidae Thorell, 1870
  - Senoculidae Simon, 1890
  - Stiphidiidae Dalmas, 1917
  - Zorocratidae Dahl, 1913
  - Psechridae Simon, 1890
  - Zoropsidae Bertkau, 1882
  - †Insecutoridae Petrunkevitch, 1942
  - †Succinomidae Wunderlich, 2012
  - Ctenidae Keyserling, 1877
  - Agelenidae C. L. Koch, 1837
- Dictynoidea O. Pickard-Cambridge, 1871
  -     - †Sinodictyna Hong, 1982

  - Cybaeidae Simon, 1898
  - Desidae Pocock, 1895
  - Amphinectidae Forster & Wilton, 1973
  - Cycloctenidae Simon, 1898
  - Hahniidae Bertkau, 1878
  - Dictynidae O. Pickard-Cambridge, 1871
  - Amaurobiidae Thorell, 1870
  - Phyxelididae Lehtinen, 1967
  - Titanoecidae Lehtinen, 1967
  - Nicodamidae Simon, 1898
  - Tengellidae Dahl, 1908
  - Cheiracanthiidae Lehtinen, 1967
  - Miturgidae Simon, 1885
  - Anyphaenidae Bertkau, 1878
  - Liocranidae Simon, 1897
- Clubionoidea Simon, 1895
  -     - †Concursator Petrunkevitch, 1958
    - †Systariella Wunderlich, 2004

  - Clubionidae Simon, 1895
  - Corinnidae Karsch, 1880
  - Trachelidae Simon,1897
  - Phrurolithidae Banks, 1892
  - Zodariidae Thorell, 1881
  - Penestomidae Simon, 1903
  - †Ephalmatoridae Petrunkevitch, 1950
  - Chummidae Jocqué, 2001
  - Homalonychidae Simon, 1893
- Gnaphosoidea Pocock, 1898
  - Ammoxenidae Simon, 1893
  - Cithaeronidae Simon, 1893
  - Gallieniellidae Millot, 1947
  - Trochanteriidae Karsch, 1879
  - Lamponidae Simon, 1893
  - Prodidomidae Simon, 1884
  - Gnaphosidae Pocock, 1898
  - Selenopidae Simon, 1897
  - Sparassidae Bertkau, 1872
  - Philodromidae Thorell, 1870
  - Thomisidae Sundevall, 1833
  - Salticidae Blackwall, 1841

## Publication originale
- Simon, 1893 : Histoire naturelle des Araignées. Roret, Paris, vol. 1, p. 255–488.